# Kanalastokfélék

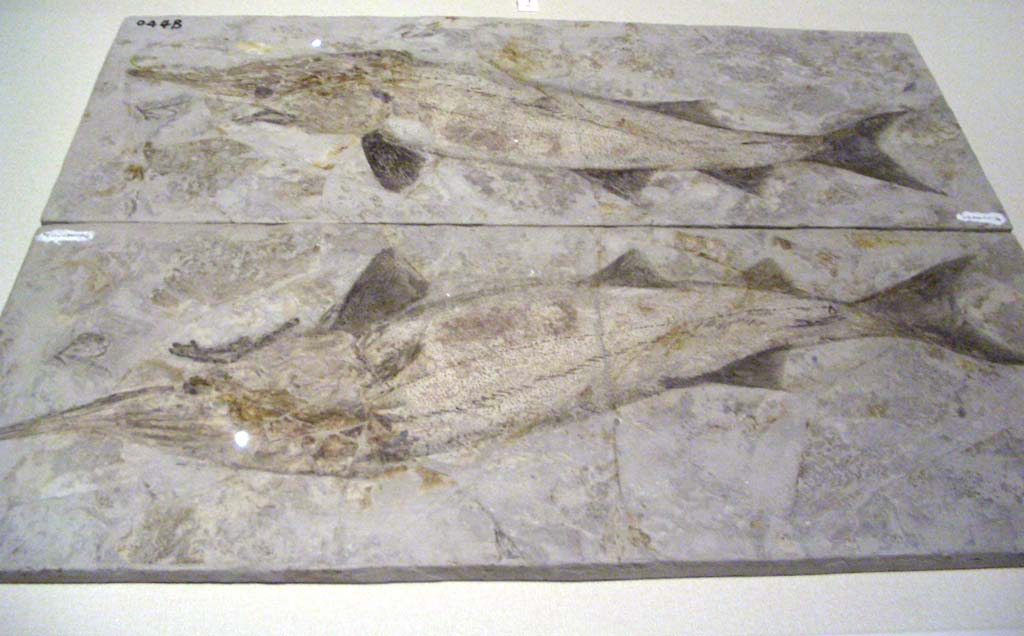
Protopsephurus liui ősmaradványa

A kanalastokfélék (Polyodontidae) a csontos halak (Osteichthyes) főosztályába tartozó tokalakúak (Acipenseriformes) egyik családja összesen két ma élő nemmel, mindegyikben egy-egy fajjal.

## Megjelenésük, testfelépítésük
Koponyájuk rostrumnak is nevezett nyúlványa lapos, lapát vagy kanál alakú; elérheti a testhossz harmadát is. Alsó oldala mentén rövid bajuszuk nő. Bőrük látszólag sima, de mikroszkopikus pikkelymaradványok tarkítják. Az oldal csontlemezei nem fejlődtek ki. Fecskendőréseik vannak, de bennük a kopoltyú csenevész, a kopoltyúfedő pedig teljesen hiányzik. Igen tág szájukat köztes állkapcsok támasztják, viszont a felső állkapcsok elsatnyultak. A fiatal állatok állkapcsaiban és szájpadláslemezein számos apró és gyenge fog van, de ezek idővel kihullanak.

## Életmódjuk
A mederfenék felett úsznak tátott szájjal, és közben kiszűrik az ott élő apró (plankton méretű) élőlényeket. Mivel a zavaros vízben látásuknak nem sok hasznát veszik, kanalukkal tájékozódnak. A lapát mindkét középvonalán, hosszirányban végigfutó széles csíkban – akár a kacsacsőrű emlős csőrén – elektromos érzékelők sorakoznak, amelyek alkalmasak a potenciális zsákmány izommozgása keltette gyenge elektromos mezők érzékelésére. Ezek annyira hasonlítanak a cápák Lorenzini-ampulláknak nevezett elektromos érzékelőire, hogy ugyanúgy is hívják őket.
Kimutatták, hogy a fiatal lapátorrú tok számára az elektromos érzékelés fontosabb, mint a felnőtteknek. Ha egy felnőtt lapátját levágják, az anélkül is megél, a fiatal azonban okvetlenül elpusztul. A kutatók véleménye szerint ennek az az oka, ahogy a fiatal tokok még egyedi zsákmányokat céloznak meg és kapnak el, az öregek viszont már csak egyszerűen átszűrik a vizet haladás közben.

## Rendszerezés
A családba az alábbi 2 élő faj tartozikí:
- lapátorrú tok vagy kanalas tok (Polyodon spathula)
- kardorrú tok (Psephurus gladius)